# Jeanloup Sieff
Jeanloup Sieff (Parigi, 30 novembre 1933 – Parigi, 20 settembre 2000) è stato un fotografo francese.

## Biografia
Figlio di genitori polacchi, inizia la professione di fotografo come reporter lavorando anche per l'agenzia Magnum Photos, negli anni cinquanta, ed ottiene riconoscimenti per il servizio sugli scioperi nelle miniere del Borinage Belga.
Passato alla fotografia di moda, collabora con le prestigiose riviste dell'epoca. Nei primi anni sessanta si trasferisce a New York, qui svolge servizi che lo renderanno sempre più popolare e che vedono personaggi come Alfred Hitchcock posare per lui. Trascorre in questa città pochi anni per poi tornare a Parigi.
Il suo nome viene legato alla fotografia di nudo. Anche in questo campo artistico, come negli altri, Sieff fa molto uso dell'obiettivo grandangolare spinto che conferisce un'impronta unica ed inconfondibile al suo stile ironico e mai volgare.
Attori, politici ed artisti hanno posato per lui. La luce morbida che illumina il viso, mentre il resto dei dettagli perde importanza, caratterizzano queste immagini. Tipica la vignettatura ottenuta in fase di stampa, procedimento che spesso il fotografo curava in prima persona.
A completezza artistica vengono i paesaggi immortalati dall'autore, celebri quelli della Valle della Morte ripresi nel 1977.
Sieff è stato un importante riferimento per moltissimi fotografi, la sua visione particolare attraverso il grandangolo ha influenzato l'approccio all'immagine di tanti artisti, specialmente a partire dagli anni settanta-ottanta.
Nella famiglia Sieff la tradizione viene proseguita dalla moglie, Barbara Rix, e dalla figlia Sonia Sieff.